# 박상진 (1985년)
박상진(朴尙珍, 1985년 2월 20일 ~ )은 전 KBO 리그 야구 선수의 투수이다. 1군 경기 없이 2006년 은퇴했다. 

## 출신학교
- 2001 ~ 2004 : 서울 성남고등학교